# Кавказька полонянка, або Нові пригоди Шурика
«Кавка́зька полоня́нка, або нові́ приго́ди Шу́рика» (рос. «Кавказская пленница, или Новые приключения Шурика») — російський радянський художній фільм, знаменитий фільм Леоніда Гайдая, останній фільм (знятим Гайдаєм) за участю прославленої трійки Боягуз — Бовдур — Бувалий (Віцин — Нікулін — Моргунов). Прем'єра «Кавказької полонянки» відбулася у Москві 1 квітня 1967 року.

## Сюжет
Ексцентрична комедія з викраденнями і гонитвою про доброго і щирого Шурика, що вивчає на Кавказі старовинні обряди та звичаї, про його перше і боязке кохання до дівчини, через яку він опиняється у смішних та скрутних ситуаціях, бо «красуню, комсомолку, спортсменку» хочуть одружити з місцевим чиновником. Її викрадають. Шурику не відразу вдається зрозуміти, що відбувається, але потім за допомогою нового друга він звільняє «кавказьку полонянку».

## Місце зйомок
Більша частина фільму знята в різних місцевостях Криму. Так на екранах фігурують краєвиди Демерджі, Алушти, Сімферополя, Лучистого, Куйбишевого, Високого.

## У головних ролях
- Наталя Варлей — Ніна, «кавказька полонянка»
- Олександр Дем'яненко — Шурик, фолкльорист
- Володимир Етуш — товариш Саахов, завідувач райкомунгоспу
- Фрунзик Мкртчян — Джабраїл, дядько Ніни — водій Саахова
- Руслан Ахметов — Едік, водій санітарного автомобіля
- Георгій Віцин — Боягуз (Трус)
- Євген Моргунов — Бувалий (Бывалий)
- Юрій Нікулин — Бовдур (Балбес)

## У ролях
- Михайло Глузський — адміністратор готелю
- Ной Аваліані — робітник готелю з тостом про пташку
- Ніна Гребешкова — лікар «швидкої допомоги»
- Еммануїл Геллер — шашличник з тостом про «кібернетика» (озвучування — Артем Карапетян)
- Георгій Мілляр — гостинний господар, любитель доміно
- Донара Мкртчян — жінка Джабраїла, тітка Ніни
- Петро Рєпнін — головний лікар психіатричної лікарні (в титрах як «Н. Репнин»)
- Георгій Светлані —  старий біля пивного ларька
- Леонід Довлатов — суддя (в титрах не вказаний)
- Георгій Ахундов — гравець в доміно (в титрах не вказаний)
- Богдан Галустян — учасник гри в доміно (в титрах не вказаний)
- Олег Севостьянов
- Михайло Содорський

Вокальний квартет «Акорд» — виконання «Маршу трійці»:
- Шота Харабадзе
- Зоя Харабадзе
- Інна Мясникова
- Вадим Линковський

## Знімальна група
- Автори сценарію: — ** Яків Костюковский
  - Моріс Слободський
  - Леонід Гайдай

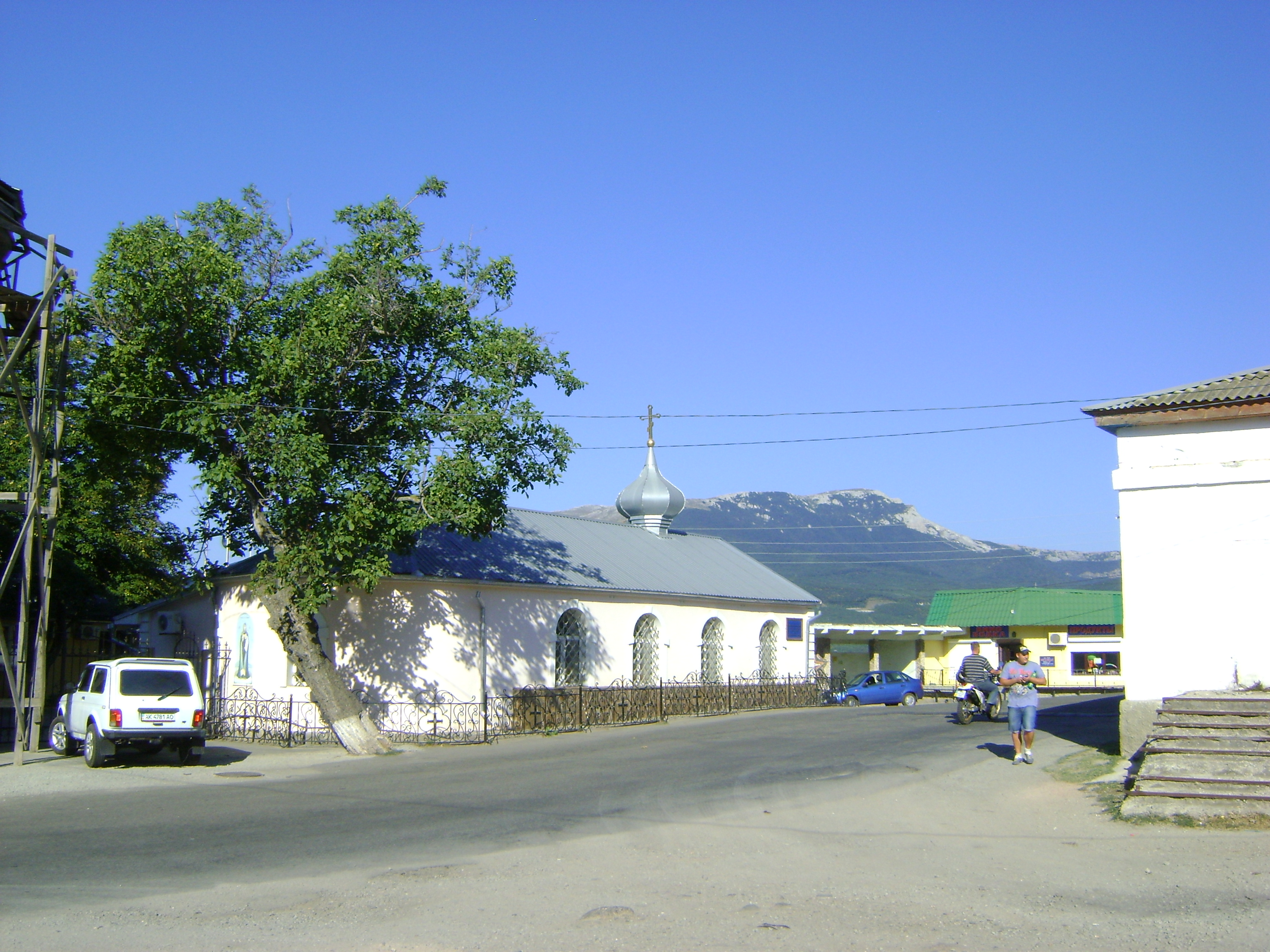
Місцевість в Криму, де знімався фільм «Кавказька полонянка».

- Режисери-постановники: Леонід Гайдай
- Головний оператори: Константин Бровін
- Головний художники: Володимир Каплуновський
- Композитори: Олександр Зацепін
- Звукооператори: Володимир Крачковський
- Режисери: Ірина Бітюков
- Оператори: Євген Гуслінский
- Художники: Наталія Абакумов
- Грими: Н. Мітюшкіна
- Монтажери: Володимир Янковский
- Костюми: Н. Шіміліс
- Диригент: Емін Хачатурян
- Автори текстів пісень: Леонід Дербеньов
- Редактори: Анатолій Степанов
- Комбіновані зйомки:
  - Оператори: І. Феліцин, В. Севостьянов
  - Художники: А. Клименко
- Директор картини: Абрам Фрейдін